# Манчели
Манчели (бел. Манчэлі) — деревня в Волковысском районе Гродненской области Беларуси. Входит в состав Субочского сельсовета.

## География
Деревня находится в юго-западной части Гродненской области, к югу от автодороги Н-7035, на расстоянии приблизительно 4 километров (по прямой) к западу от города Волковыск, административного центра района. Абсолютная высота — 193 метра над уровнем моря. Площадь населённого пункта — 0,1174 км².

## История
По состоянию на 1905 год, в Менчелях проживало 47 человек. В административном отношении деревня входила в состав Шиловичской волости Волковысского уезда Гродненской губернии.
Согласно Рижскому мирному договору (1921), деревня вошла в состав Второй Польской республики. Входила в состав гмины Мстибув Волковысского повета Белостокского воеводства. В 1921 году числился 81 житель, проживавших в 12 домах. В этническом составе населения того периода поляки составляли 100 %. В конфессиональном составе католики составляли 97,5 % населения деревни, православные христиане — 2,5 %.
С 1939 года в БССР.

## Население
По данным переписи 2019 года, в деревне проживало 5 человек.
| Год  | Население, человек |
| ---- | ------------------ |
| 1905 | 47                 |
| 1921 | ↗ 81               |
| 2009 | ↘ 10               |
| 2019 | ↘ 5                |